# Asclepieas

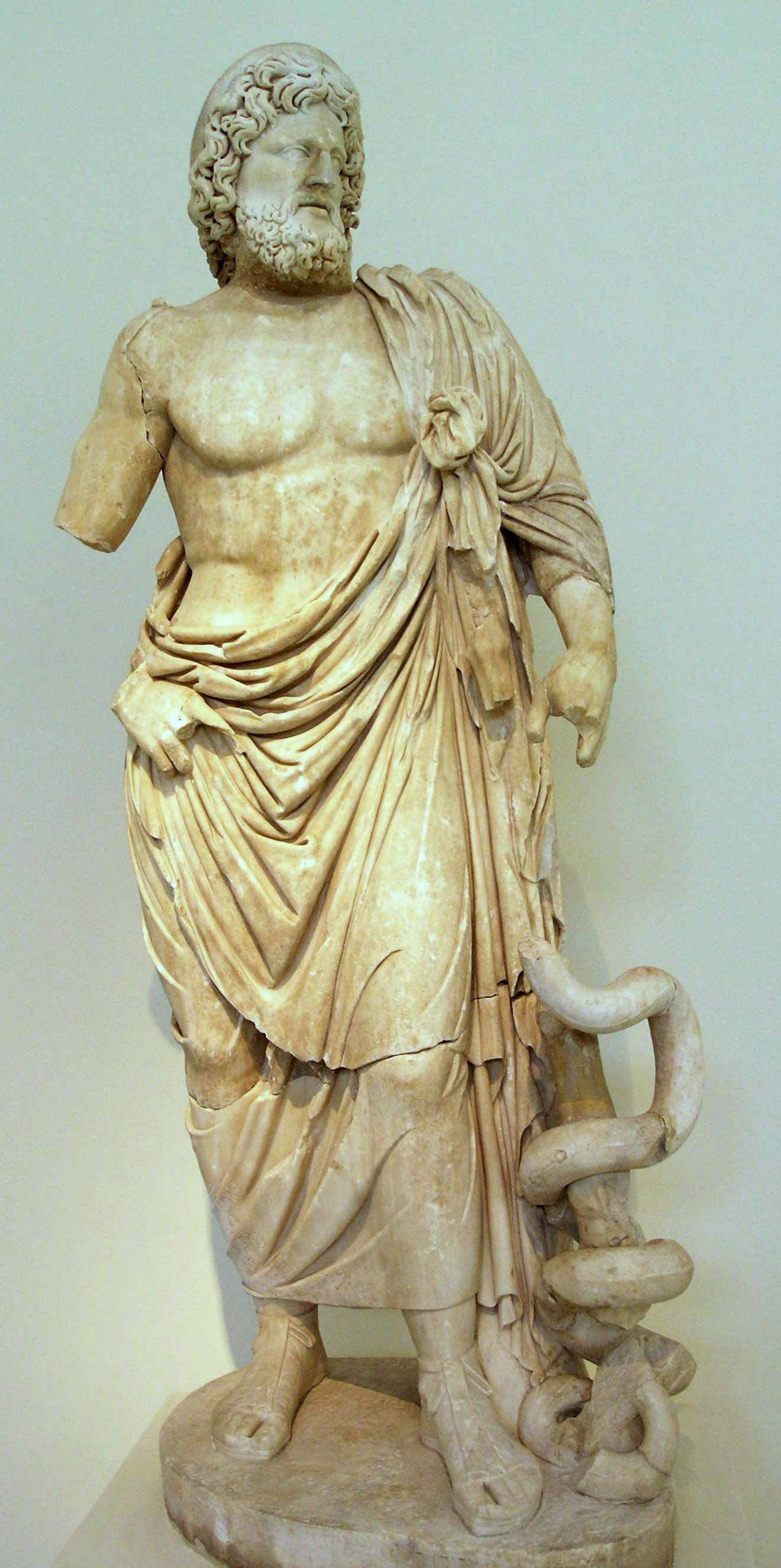
Estatua de Asclepio del Santuario de Asclepio en Epidauro. Copia de un original del

Las Asclepieas (en griego antiguo: Ἀσκλεπίεια, romanizado: Asclepieia) eran una festividad de la Antigua Grecia celebrada en honor de Asclepio en varios lugares donde había templos dedicados al dios, en los  Asclepeiones.
Los festivales más famosos de las Asclepieas se celebraban en el Asclepeion de Epidauro  cada cuatro años, nueve días después de los Juegos Ístmicos, en el actual periodo de abril-mayo. Incluían competiciones musicales y atléticas.
En Atenas se celebraban el 8 de elafebolión, en torno al actual marzo-abril. Ese mismo día tenía lugar la preparación de la Dionisias y la competición preliminar (proagōn). La fiesta también se conoce por celebrarse en Lámpsaco.

## En Epidauro

### Historia
El poeta griego Píndaro es el primero que menciona los juegos de Epidauro, en tres epinicios al pancraciastas, vencedor de las pruebas deportivas. Temistio, citado en una oda a su nieto Piteas, el competidor más antiguo encontrado, en torno a los años 520 a. C.
Según Eusebio de Cesarea (circa 265-339) reimpreso en las Nouvelles de la république des lettres en 1702, las primeras Asclepieas tuvieron lugar al mismo tiempo que los primeros Juegos Ístmicos, durante la cuadragésima cuarta Olimpiada (entre 604 y 600 a. C.).
Las competiciones se mencionan en un diálogo de Platón, Ion, donde el personaje epónimo parte de Éfeso en Asia Menor para participar, alrededor del año 412 a. C. Según Pierre Sineux, si Ion recorrió una distancia tan larga para participar en los juegos, fue porque «habían adquirido cierta notoriedad a la vuelta de los siglos V y IV a. C. , lo que implica que existían desde hacía algún tiempo». Menciona la creación de los juegos hacia finales del siglo VI a. C. El desarrollo de las competiciones musicales, que podrían haberse establecido ya en la fundación de las Asclepeias, es importante en este siglo, y habría sido, según los escritos de Sineux, una de las motivaciones para la construcción del teatro de Epidauro. Fue cien años más tarde cuando las pruebas gimnásticas adquirieron notoriedad, en particular con el triunfo del atleta Dorieo de Rodas. Los siglos V, IV y III fueron el apogeo de los juegos. Los deportistas y artistas que competían venían de muy lejos para participar, en un Panhelenismo: 147 
Existen muy pocas fuentes sobre los siglos siguientes. Se sabe, sin embargo, que las Asclepieas de Cos, creadas en 241, se hicieron rápidamente más populares que las de Epidauro y fueron reconocidos por muchas potencias extranjeras. La última mención de un vencedor en los juegos se remonta a mediados del III y la última fecha encontrada que evoca las Asclepieas  es el año 355. En la Revue des études grecques de 1993, Michel Sève, profesor de historia griega, planteó la hipótesis de que los juegos asclepieos «fueron desapareciendo gradualmente durante el Bajo Imperio romano».

### Organización
Los Juegos Asclepieos, pentetéricos, comenzaban nueve días después de los Juegos Ístmicos. Según el maestro de artes de la Universidad de Oxford  Henri Dodwell, escribió a principios del XVIII, que los juegos ístmicos comenzaban a mediados del mes ático hecatombeón, que equivale al mes de julio en el calendario gregoriano. Un simposio organizado en la Universidad de Valladolid en 1999 dio el mes de boedromion (septiembre) como el mes en el que se organizaron las fiestas. Los juegos se organizaban al mismo tiempo que las fiestas de Asclepio en Epidauro, que eran de gran importancia. Para que todos pudieran participar con seguridad, se convocó una Tregua sagrada. teoros enviados por la ciudad viajaron por toda Grecia para promover los acontecimientos.  Un agonoteta y varios helanódicos se encargaban de organizar las competiciones. Los ganadores recibían como premio una corona de hojas, al igual que en los demás juegos antiguos.
Según la Académie des inscriptions et belles-lettres en el siglo XVIII, las Asclepieas, inspiradas en los Juegos Píticos e Ístmicoss, se componían de «todos los juegos y premios que se acostumbraban en ambos, aunque se hacían una misma solemnidad». Por ejemplo, existen pruebas y concursos de poesía,música, pugilato y carreras de caballos y a pie.  En Ion, Platón menciona las competiciones «de todas las [...] artes de las Musas».
También se organizaban sacrificios.  El arqueólogo griego Panagiotis Kavvadias escribió a finales del siglo XIX que los sacrificios pretendían ser una prueba de devoción a las divinidades helénicas. En el altar se mataba un buey en honor de Asclepio, y dos en honor de todos los demás dioses del panteón. También se sacrificaba una gallina a Leto, diosa de la maternidad, y un gallo a Asclepio. Tras las matanzas, la carne de las víctimas se repartía entre los dioses y los humanos encargados del culto: sacerdotes y aedos en particular. El coloquio de Valladolid especifica que la piel de las «víctimas sacrificadas y consumidas» se vendía, y había reportado mil dracmas durante una edición en la década de 330 a. C.

### Ubicación

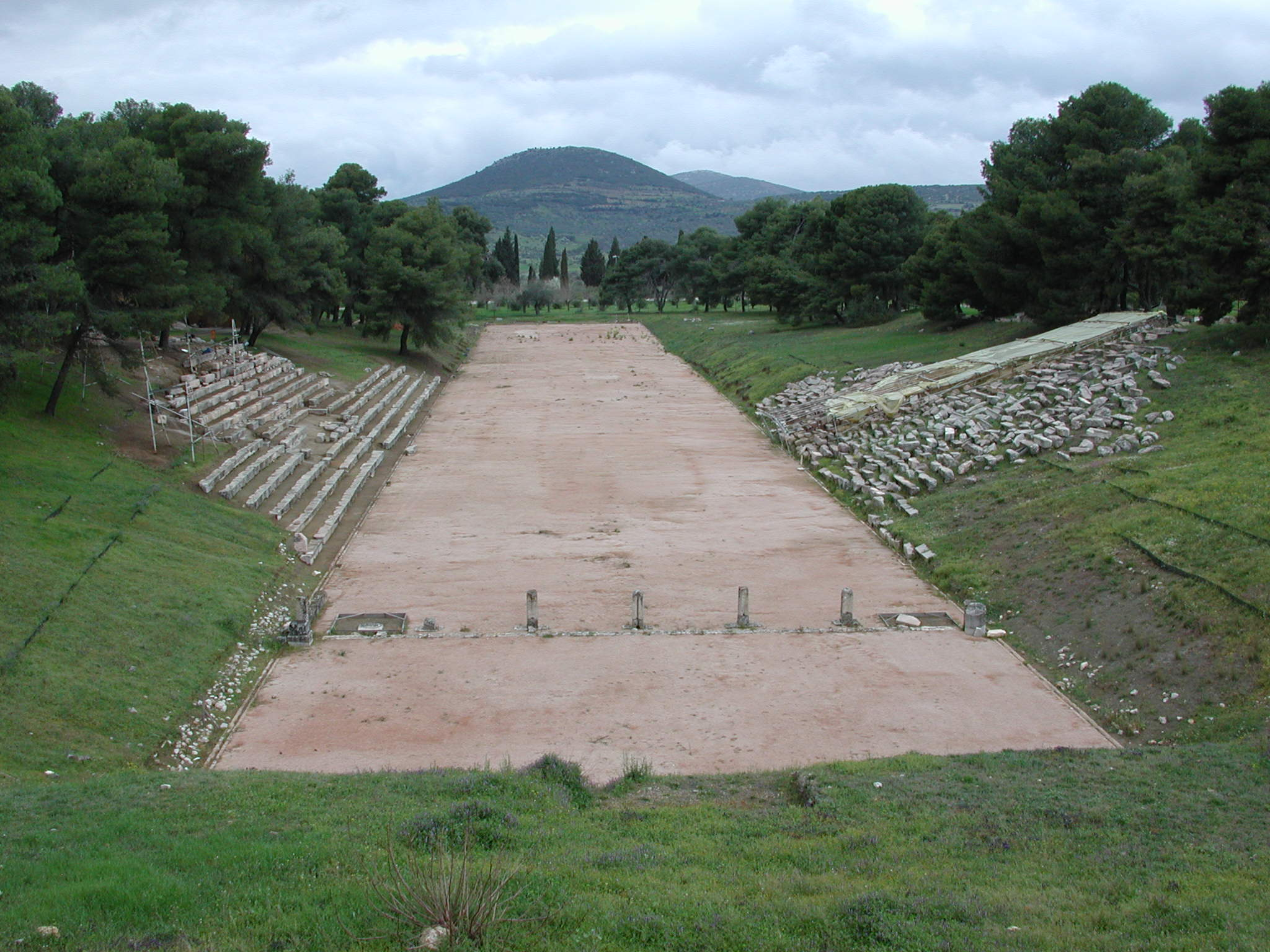
El estadio de Epidauro, donde se celebraban ciertos eventos.

Las pruebas gimnásticas tenían lugar en el Estadio de Epidauro, un estadio construido desde el siglo V hasta el siglo IV a. C., que medía 180,12 m de largo y 22 m de ancho. Fue mejorado en los siglos siguientes. Hacia finales del IV, se construyeron una tribuna y gradas en los lados norte y sur del estadio (anteriormente, los espectadores se sentaban directamente en los terraplenes). En el siglo siguiente, se construyó un pasadizo para dar acceso directo a la pista a los deportistas, así como gradas al norte. El pasadizo fue abovedado durante el siglo II a. C. Los competidores de pruebas ecuestres disponían de un hipódromo, cuya ubicación se desconocía en 1993. Todo lo que queda es un marcador que data de finales del siglo V a. C. o principios del siglo IV a. C. encontrado al oeste de la llanura del santuario.
El teatro, donde se celebran concursos de música, se construyó a finales del siglo IV a. C., o al principio del siglo III a. C.  En sus inicios, podía albergar a 6200 espectadores hasta que una ampliación en el periodo siglo II a. C. aumentó este número a 14 000. Según Panagiotis Kavvadias, antes de la construcción del teatro, las manifestaciones artísticas se celebraban probablemente en el estadio, como posiblemente ocurría con los Juegos Píticos. Entre la fundación del teatro y el advenimiento del Imperio romano, se erigió un nuevo edificio destinado específicamente a los concursos artísticos.
Para Michel Sève, las obras realizadas en el estadio y el teatro en los siglos III y II a. C. eran un signo de posible éxito, aunque «esto se refleja mal en los textos que hemos recibido».

### Vencedores

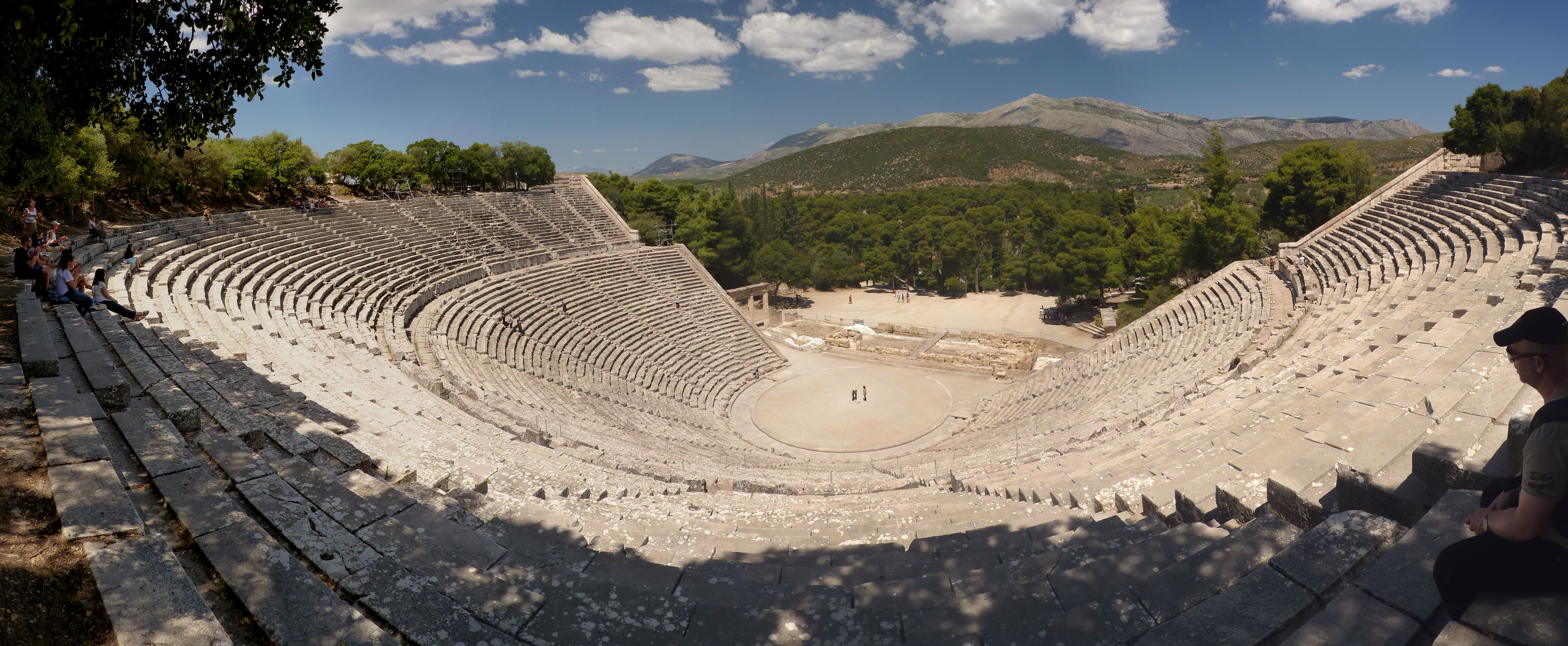
Teatro de Epidauro.

En sus odas, Píndaro (siglo V a. C.) menciona a varios atletas pancraciastas victoriosos de Epidauro: Temistio en los años 520 a. C., Aristoclides y Cleandro. Temistio también triunfó en el pugilato. Todavía en la época siglo V a. C., el gran atleta Dorieo de Rodas venció cuatro veces en el pancracio. Michel Sève escribe que, aunque hay muy poca información sobre los juegos durante los dos últimos siglos a. C., hay varias menciones de ganadores de Asclepieas en las categorías infantiles: Atenópolis ganó la prueba de lucha en el siglo II a. C., Sócrates en la carrera cuádruple del estadio (o «hippios») y Dracontómenes en el diaulo (carrera de dos vueltas al estadio).  El rapsoda Ion, especialista en los textos de Homero y conocido por ser uno de los protagonistas del diálogo homónimo de Platón, habría ganado la prueba de poesía. Sin embargo, no se ha demostrado su existencia.
Los ganadores de los juegos tras el primer año pueden haberse confundido con los de Cos. Sin embargo, para varios de ellos se especificaba el lugar: Dionisa, hija de una familia de deportistas y músicos, ganó la carrera del estadio y C. Heio Magio, de Corinto, ganó la prueba de lucha infantil a principios del reinado del emperador Trajano (98-117). En la misma época, L. Vibio Floro, un niño actor de Patras y corintio, resultó vencedor en el «dia patôn». Se convirtió en una celebridad local y se erigió una estatua en su honor en el teatro de Corinto. El pancraciasta Aurelio Hermodôros Asclepíades, con otras treinta y tres victorias a sus espaldas, ganó los concursos de Epidauro en la segunda mitad del siglo II a. C. Lo mismo ocurre con el citaredo. C. Ant. Septiomio Poplis y el corredor de fondo Agatapos bajo la dinastía severa. Permago de Ilión, pancraciasta, fue vencedor en las Asclepieas del siglo II o siglo III, Aurelio Abas, fondista de Adada en Pisidia, en los años 220 o 230, K. Ioulios Dionsis Cataneo dos veces entre 245 y 261 y Valerio Eclecto de Sinope también dos veces entre 253 y 257. Michel Sève informa también del descubrimiento de inscripciones de otros vencedores cuyos nombres se han perdido. Se trata de un atleta que ganó tres veces en las Asclepieas y otro que ganó cuatro veces seguidas. Ambos vivieron en el siglo III.